# Akestes
Akestes – w mitologii greckiej pełnił funkcję gospodarza w domu Eneasza, kiedy ten obchodził rocznicę śmierci ojca. Był synem boga rzeki Krinisos i Trojanki.